# Simpson Horror Show XXXI
Le Simpson Horror Show XXXI (France) ou Spécial d'Halloween XXXI (Québec) (Treehouse of Horror XXXI) est un épisode de la série télévisée d'animation Les Simpson. Il s'agit du quatrième épisode de la trente-deuxième saison et du 688e de la série. Il s'agit, par ailleurs, du trente-et-unième épisode Horror Show de la série.

## Synopsis

### Introduction
Le 3 novembre 2020, jour des élections présidentielles américaines, l'ensemble des Springfieldiens se rendent aux urnes pour voter, affublés de leur masque en cette période de crise sanitaire. Poussé par Marge, Homer décide alors de voter, sans son masque. Mais, cet acte civique pourrait bien avoir été imaginé et les conséquences pourraient être terribles...

### Toy Gory
Après avoir trié ses jouets pour une œuvre caritative, Bart se voit offrir un jouet Radioactive Man radioactif, ce dernier donnant alors vie à l'ensemble de ses jouets. Cependant, après avoir détruit sa nouvelle figurine, les jouets vont se venger de Bart pour les supplices qu'ils ont subis...

### Into the Homer-verse
Après avoir mangé tous les bonbons d'Halloween, Homer tente d'en trouver dans toute la centrale nucléaire. Tombant alors sur une machine mystérieuse, il va forcer cette dernière au point de faire apparaître différentes versions de lui issus d'univers parallèles. Semant alors le chaos à Springfield, M. Burns, et ses semblables, pourront peut-être retourner la situation...

### Be Nine, Rewind
Le jour de ses neuf ans, Lisa subit de nombreuses catastrophes et découvre qu'elle revit la même journée en boucle. Parvenant alors à esquiver les nombreuses causes de décès, elle découvre que Nelson vit le même phénomène. À eux deux, ils vont tenter tout ce qu'ils peuvent pour mettre fin à cette boucle temporelle, en évitant que l'un d'eux meurt...

## Réception
Lors de sa première diffusion, l'épisode a attiré 4,93 million de téléspectateurs.